# Neri per caso (album)
Neri per caso è il terzo album in studio del gruppo musicale italiano Neri per Caso, pubblicato nel 1997 dalla EMI Music Italy.
Il disco è stato pubblicato l'anno successivo anche per il mercato di lingua spagnola.

## Tracce

### Edizione in italiano
1. Quello che vuoi
2. Io ci sarò
3. Centro di gravità permanente
4. Un po' così
5. Fortuna
6. Sogno
7. Cosa c'è tra noi
8. In un bar
9. Canta appress'a nuje
10. Volare via
11. Jamming
12. Quello che vuoi (Half Playback)

### Edizione in spagnolo
1. ¿Que Quieres Hoy?
2. Estaré yo
3. Centro de gravedad permanente
4. Un poco así
5. Fortuna
6. Sueno
7. ¿Que hay entre tu yo?
8. En un bar
9. Canta appress'a nuje
10. Volar un dia
11. Jamming
12. Las chicas
13. Sentimiento, arrepientimento
14. 'A malatia 'e l'America

## Formazione
- Ciro Caravano - voce, cori
- Gonzalo Caravano - voce, cori
- Diego Caravano - voce, cori
- Mimì Caravano - voce, cori
- Mario Crescenzo - voce, cori
- Massimo de Divitiis - voce, cori